# Leptactina benguelensis
Leptactina benguelensis là một loài thực vật có hoa trong họ Thiến thảo. Loài này được (Welw. ex Benth. & Hook.f.) R.D.Good mô tả khoa học đầu tiên năm 1926.